# Louis I. Kahn

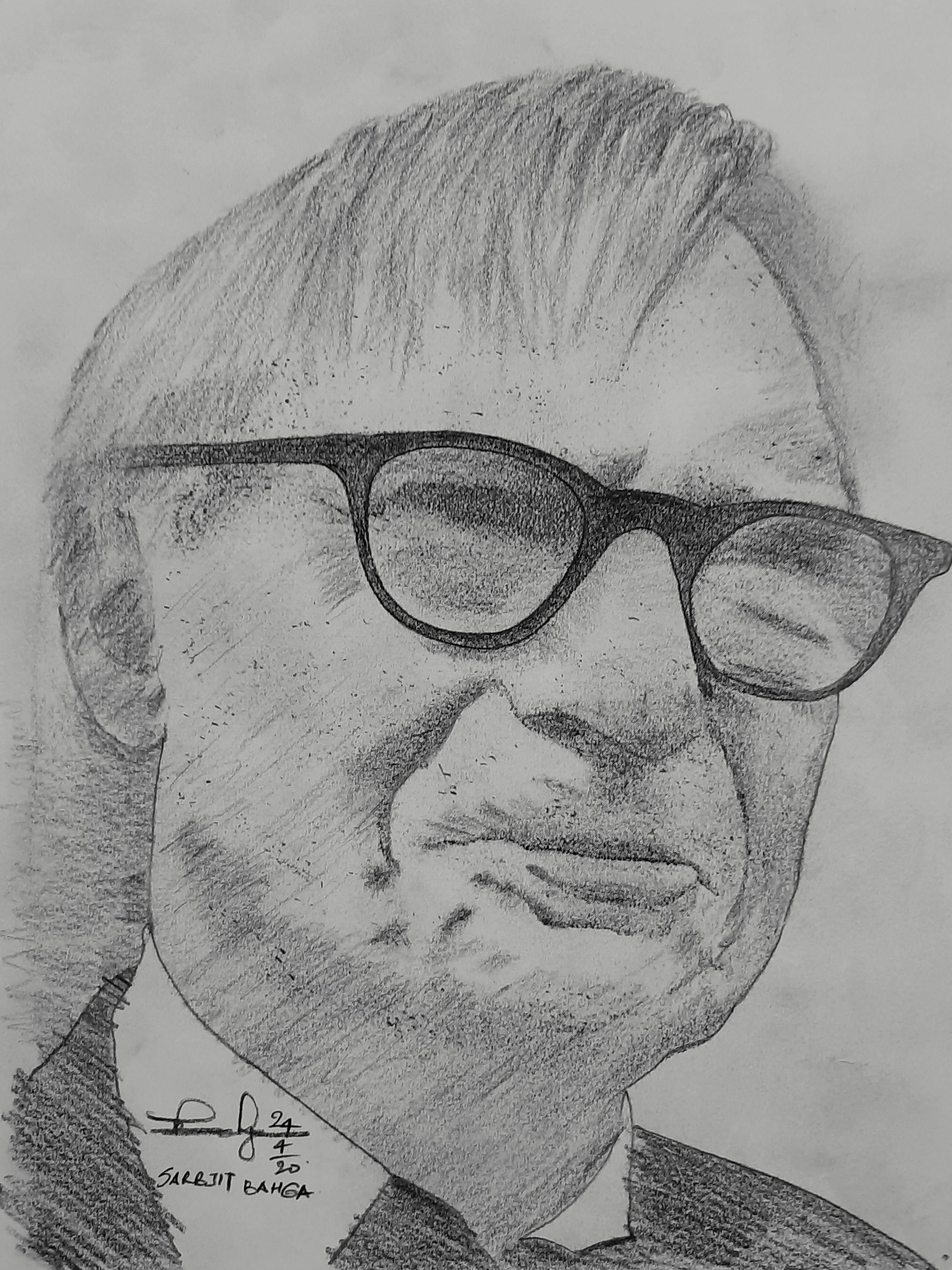
Louis I. Kahn, zeichnerisch porträtiert durch seinen indischen Kollegen Sarbjit Bahja

Louis Isadore Kahn (* 20. Februarjul. / 5. März 1901greg. in Kuressaare, Gouvernement Estland, Russisches Kaiserreich, als Itze-Leib Schmuilowsky; † 17. März 1974 in New York) war ein US-amerikanischer Architekt, Stadtplaner und Hochschullehrer. Sein Arbeitsschwerpunkt waren öffentliche Bauten.

## Leben
Kahn wurde als erstes Kind einer jüdischen Familie geboren. Sein Geburtsort ist umstritten, wird aber mit der estnischen Insel Saaremaa angegeben. Sein Vater Leopold emigrierte 1904 in die USA, 1906 reiste seine Mutter Bertha mit Louis und seinen Geschwistern nach. Die Familie änderte dort ihren Namen von Schmuilowsky zu Kahn. Louis Kahn wuchs in Philadelphia auf, 1915 bekam er die US-amerikanische Staatsbürgerschaft. Von 1920 bis 1924 studierte er Architektur an der Universität von Pennsylvania. Es folgte eine Europareise, die ihn unter anderem auch nach Carcassonne in Frankreich führte.
In den Jahren 1925 und 1926 war er als Mitarbeiter des Bauamtes Chefdesigner der Weltausstellung in Philadelphia. Danach arbeitete er im Büro von Paul P. Cret, ein damals bekannter Architekt, und reiste erneut nach Europa. 1930 heiratete er Esther Virginia Israeli, zehn Jahre später wurde die Tochter Sue Ann geboren. 1934 eröffnete er ein eigenes Büro und begann mit Siedlungsbauprojekten. Ab 1947 lehrte er in Yale, ab 1957 lehrte er an der University of Pennsylvania in Philadelphia. 1954 kam seine Tochter Alexandra zur Welt; ihre Mutter war Kahns Mitarbeiterin Anne Tyng. Die Landschaftsarchitektin Harriet Pattison brachte 1963 den Sohn Nathaniel zur Welt.
Nach der Rückkehr von einer Indienreise starb Louis Kahn an einem Herzinfarkt in der Bahnhofstoilette der Penn Station in Manhattan. Da er unzureichende Papiere mit sich führte und vollkommen verwahrlost war, konnte er erst nach drei Tagen identifiziert werden.
Zu seinen bekanntesten Schülern zählen Mosche Safdie und Robert Venturi.
Ihm zu Ehren gibt es in Philadelphia einen Gedächtnispark an der Ecke 11. Straße und Pine Street. Koordinaten: 39° 56′ 42,4″ N, 75° 9′ 36,7″ W

## Ausbildung und berufliche Karriere
1912 bis 1920 besuchte Kahn die Central High School und die Pennsylvania Academy of the Fine Arts. Das Studium der Architektur von 1920 bis 24 an der Universität von Pennsylvania schloss er mit dem Bachelor of Architecture ab. Das Bauamt unter Leitung von John Molitor war von 1925 bis 1926 seine erste berufliche Station, wo Kahn Entwurfs-Chef für die Hundertfünfzigjahrfeier zur amerikanischen Unabhängigkeit wurde. Von 1928 bis 1929 folgten Reisen in Europa, 1930 begann er seine Tätigkeit im Büro von Paul P. Cret, danach im Büro von Zanzinger, Borie & Medary. 1932 wurde er Organisator und Leiter der Architectural Research Group: 30 arbeitslose Architekten und Ingenieure untersuchten Philadelphias Wohnverhältnisse, planten Wohnungsbau, erarbeiteten Studien über Städteplanung und Slum-Sanierung und erforschten neue Konstruktionsmethoden. 

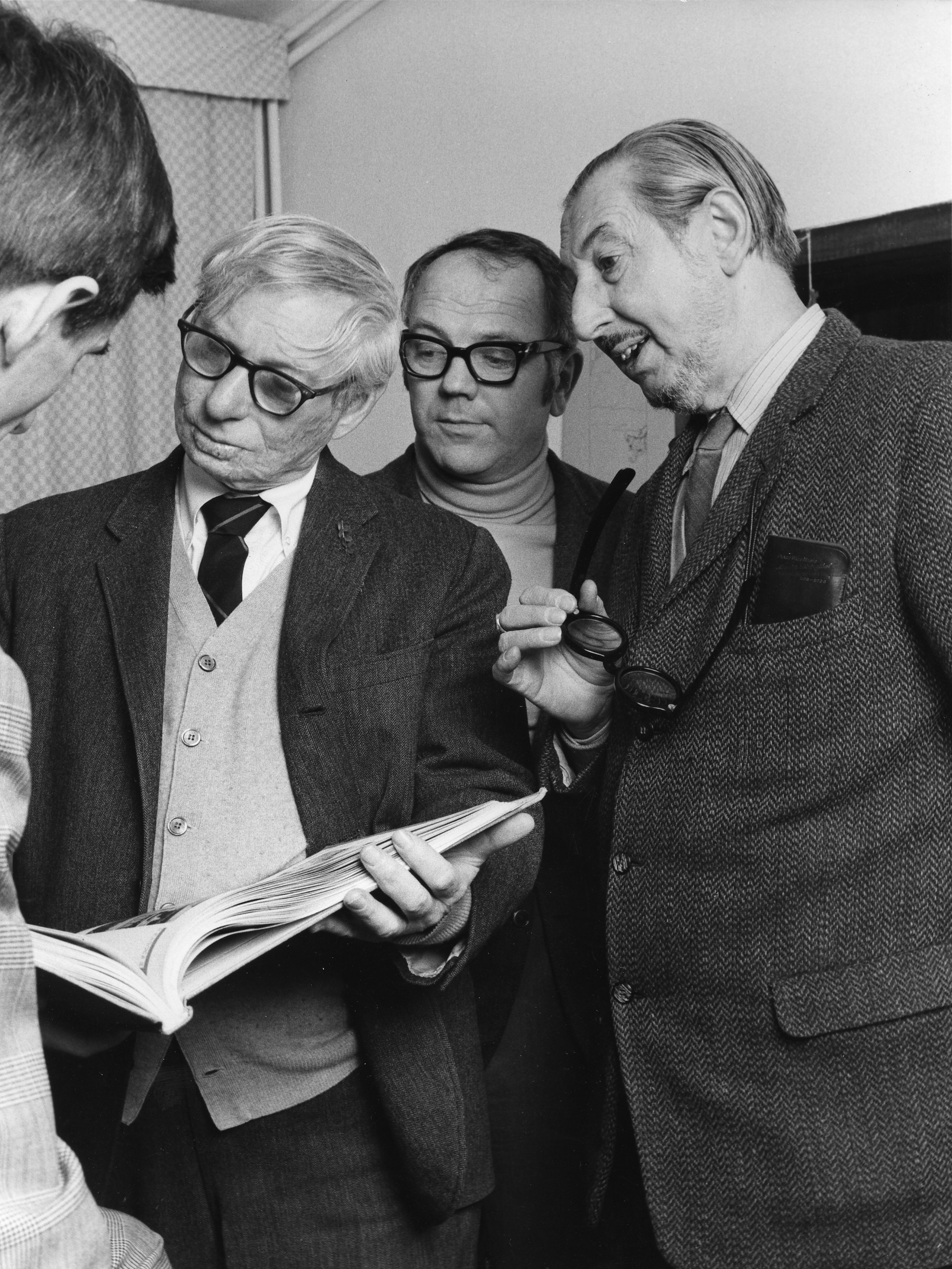
Louis I. Kahn (mit Buch) mit den italienischen Kollegen Giuseppe Davanzo und Carlo Scarpa (rechts im Bild), 1969 in Scarpas Haus in Asolo

Bald danach schrieb er sich im American Institute of Architects ein und wurde als Architekt selbständig. Kahns Bauten aus dieser Zeit erreichten keine überregionale Bekanntheit, allerdings wurde er 1937 beratender Architekt bei der Wohnungsbaubehörde Philadelphias, war 1939 in derselben Funktion bei der Wohnungsbaubehörde der USA und von 1946 bis 1952 ebenfalls beratend bei der Stadtplanungskommission Philadelphias tätig. 1941 trat er als Partner in George Howes Architekturbüro ein, später im gleichen Jahr kam Oscar Stonorov als dritter Partner hinzu. Howe schied bereits ein Jahr später aus dem Büro aus, und noch bis 1947 bestand die Architektengemeinschaft Stonorov and Kahn.
1947 wurde Kahn zum Professor für Architektur an die Yale-Universität berufen, wo er erheblich vom intellektuellen Umfeld der Hochschule und insbesondere vom Austausch mit Josef Albers profitierte. Offenbar hatte Kahn zuvor ein Angebot aus Harvard ausgeschlagen und später auch die Einladung von Gropius nach Chicago zu kommen, um Mies van der Rohes Nachfolge am IIT anzutreten, abgelehnt, vermutlich mit der Begründung, dass er es bevorzuge, nah an seiner Heimatstadt Philadelphia zu unterrichten.
Der Aufenthalt an der American Academy in Rom in den Jahren 1950 und 1951 markierte eine Wende in seiner Karriere, wie Vincent J. Scully in seinem Buch Louis I. Kahn 1962 schrieb: „Vor zehn Jahren – er war damals über 50 – hatte Louis I. Kahn noch fast nichts gebaut […]. Innerhalb von zehn Jahren aber ist aus dem ‚hätte sein können‘ ein ‚ist‘ geworden und Kahns Leistungen in nur einem Jahrzehnt weisen ihm unbestreitbar einen Platz in der ersten Riege lebender Architekten zu.“ In den folgenden Jahren bis zu seinem Tode realisierte er eine Reihe von großen öffentlichen Bauprojekten. 
Er war weiterhin als Hochschullehrer tätig und hielt zahlreiche Vorträge, etwa 1959 das Schlussreferat am Zehnten CIAM-Kongress in Otterlo, Niederlande oder 1962 den Jahresvortrag am Royal Institute of British Architects in London. Er blieb immer seiner Heimatstadt Philadelphia verbunden und engagierte sich in städtebaulichen Fragen; so war er 1961 beratender Architekt der Stadtplanungskommission Philadelphias und 1968 Mitglied der Kunstkommission von Philadelphia.

## Aussprache des Namens
Im Gegensatz zu Louis Sullivan hat Louis Kahn offenbar kein schriftliches Zeugnis darüber hinterlassen, wie sein Vorname auszusprechen sei. Während Sullivan klar die französische Aussprache vorzog, gibt es bei Kahn nur den Hinweis, dass er sich selbst mit „Lou“ vorstellte und sich von seinem Umfeld so ansprechen ließ. Außerdem unterschrieb er auch seine Zeichnungen und Briefe mit „Lou“.

## Akademische Karriere
- 1947–1957: Professor für Architektur an der Yale-Universität, Hauptprofessor für Entwurfskritik
- 1956: Professor der A. F. Bennis-Stiftung an der Schule für Architektur und Planung des Massachusetts Institute of Technology
- 1957: Professor für Architektur an der University of Pennsylvania
- 1960: Vorlesungen an den Universitäten Yale, Harvard, von Kalifornien, Houston, North Carolina und an der Tulane-Universität
- 1962: Vorlesungen in Philadelphia, Ontario und Chicago
- 1966–1971: Inhaber des Paul-Philippe-Cret-Lehrstuhls für Architektur an der University of Pennsylvania

## Ehrentitel, Mitgliedschaften, Fakultätszugehörigkeit
- 1960 Fakultätsmitglied an der Princeton-Universität.
- 1964 Gewähltes Mitglied des National Institute of Arts and Letters.
- Doktor der Architektur, Polytechnikum, Mailand.
- Doktor der Geisteswissenschaften, Universität von North Carolina.
- 1964 Gewähltes Mitglied der American Academy of Arts and Letters.
- 1965 Doktor der Schönen Künste, Yale-Universität.
- 1965 Gewähltes Mitglied (NA) der National Academy of Design.[8]
- 1968 Gewähltes Mitglied der American Academy of Arts and Sciences.

## Bauten (Auswahl)

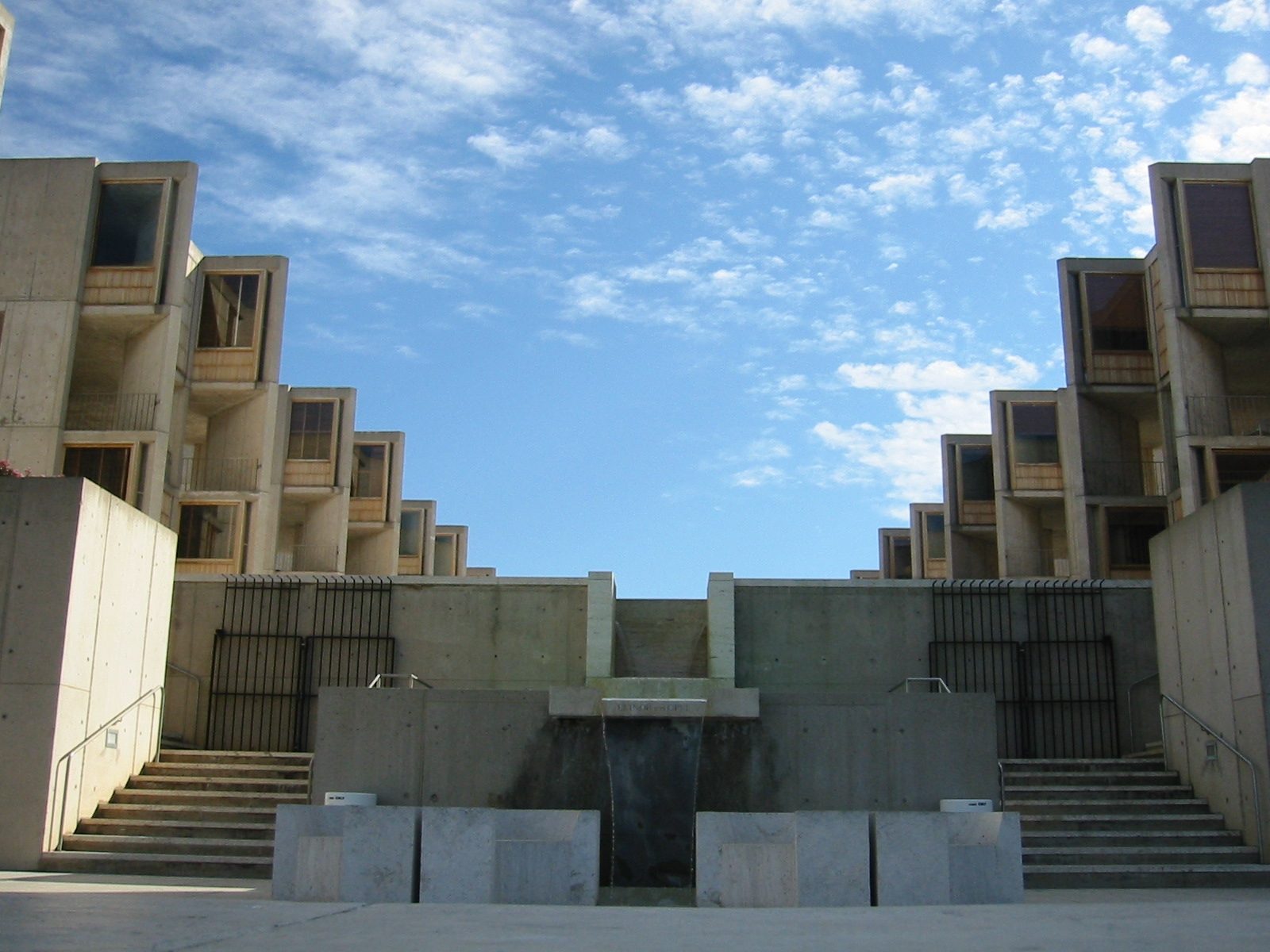
Salk Institute, La Jolla, Kalifornien (1959–65)

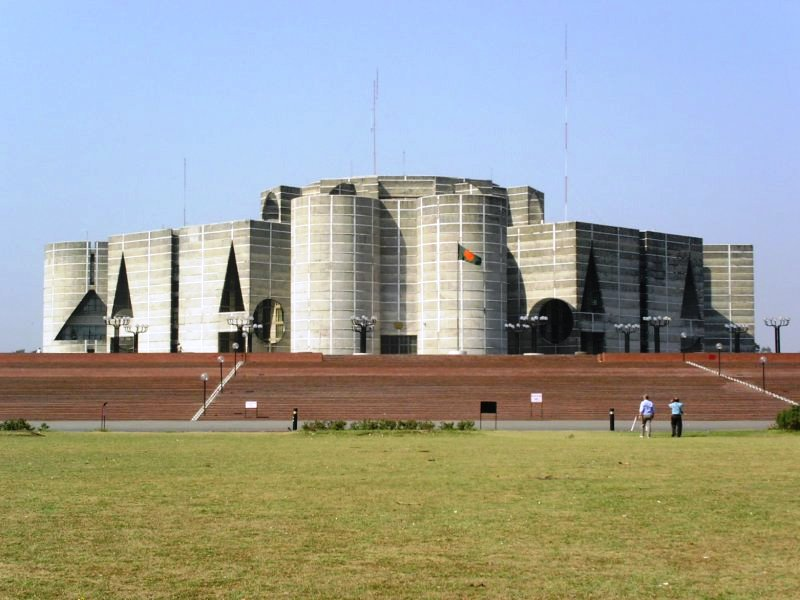
Jatiya Sangsad Bhaban, Dhaka, Bangladesch (1962–73)

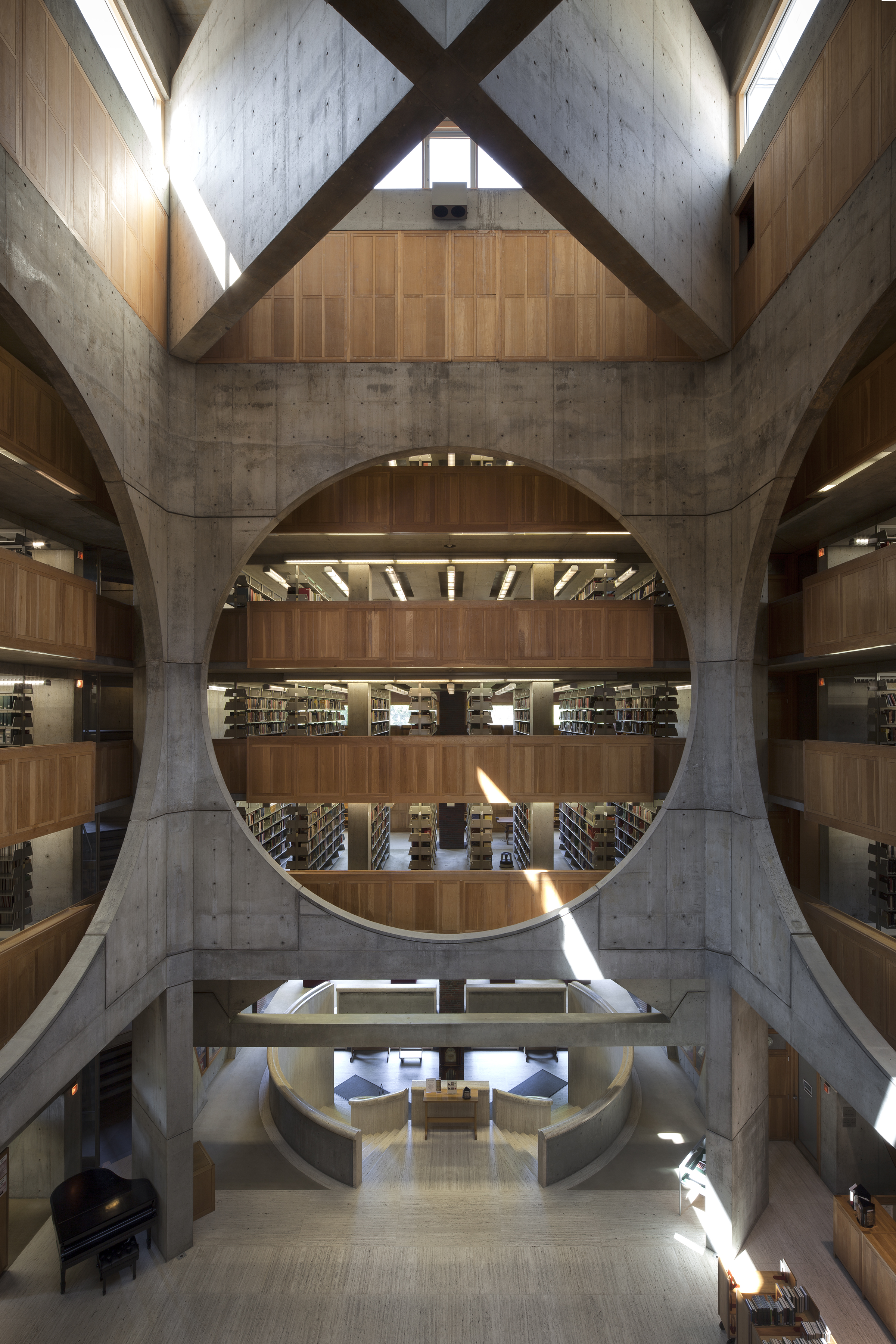
Bücherei und Speiseraum der Phillip Exeter Academy, Exeter, New Hampshire (1965–72)

- Yale University Art Gallery, New Haven, Connecticut (1951–53)
- Jewish Community Center (Trenton Bathhouse), Ewing Township bei Trenton, New Jersey (1954–59)
- Richards Medical Research Building, University of Pennsylvania, Philadelphia, Pennsylvania (1957–65)
- Haus für Marget Esherick, Philadelphia, Pennsylvania (1959–61)
- Salk Institute for Biological Studies, La Jolla, Kalifornien (1959–65)
- First Unitarian Church and School, Rochester, New York (1959–69)
- Fine Arts Center, School, and Performing Arts Theater, Fort Wayne, Indiana (1959–73)
- Eleanor Donnelley Erdman Hall, Bryn Mawr College, Bryn Mawr, Pennsylvania (1960–65)
- Haus für Norman Fisher, Hatboro, Pennsylvania (1960–67)
- Indian Institute of Management, Ahmedabad, Indien (1962–74)
- Jatiya Sangsad Bhaban, Sher-e-Bangala Nagar (Stadtteil von Dhaka, Hauptstadt von Bangladesch) (1962–73)
- Bücherei und Speiseraum der Phillips Exeter Academy, Exeter New Hampshire (1965–72)
- Kimbell Art Museum, Fort Worth, Texas (1966–72)
- Yale University Center for British Art, New Haven, Connecticut (1969–74)
- Haus für Steven Korman, Fort Washington, Pennsylvania (1971–73)
- Four Freedoms Memorial, Roosevelt Island, New York (Projekt 1973–74; Ausführung 2010–12)[9]

## Projekte (Auswahl)
- Adath-Jeshurun-Synagoge und Schulgebäude, Elkins Park, Philadelphia, Pennsylvania (1954–55)
- Mikveh Israel Synagoge, Philadelphia, Pennsylvania (1961–72)
- Dominican Motherhouse of St. Catherine de Ricci, Media, Pennsylvania, (1966–69)
- Denkmal für sechs Millionen Jüdische Märtyrer, Battery Park, New York, New York (1966–72)
- Churva-Synagoge, Jerusalem, Israel (1967–74)
- Palazzo dei Congressi, Venedig, Italien (1968–74)

## Wichtige Auszeichnungen
- 1965 Medal of Honor Danish Architectural Association
- 1971 Goldmedaille des American Institute of Architects (AIA)
- 1972 Royal Gold Medal des Royal Institute of British Architects (RIBA)

Fünf seiner Bauten wurden mit dem Twenty-five Year Award des American Institute of Architects ausgezeichnet.

### Bücher
- Jack Perry Brown: Louis I. Kahn: a Bibliography. Garland, New York 1987. ISBN 0-8240-9918-4
- Urs Büttiker: Louis I. Kahn. Licht und Raum. Birkhäuser Verlag AG, 1989, ISBN 3-7643-2297-7, ISBN 978-3-7643-2297-7
- Gloria W. Close: Louis I. Kahn Bibliography. In: Judith Vance (Hrsg.): Architectural Series: Bibliography A-190. Vance Bibliographies, Monticello IL 1980. ISSN 0194-1356
- Klaus-Peter Gast: Louis I. Kahn. Das Gesamtwerk. DVA, Stuttgart 2001. ISBN 978-3-421-03294-2
- Sarah Williams Goldhagen: Louis Kahn's situated modernism. Yale University Press, New Haven  2001
- August E. Komendant: 18 years with Architect Louis I. Kahn. Aloray, 1975
- Mateo Kries, Jochen Eisenbrand, Stanislaus von Moos (Hrsg.): Louis Kahn: The Power of Architecture (Ausstellungskatalog), Vitra Design Museum, Weil am Rhein 2013
- Wendy Lesser: You Say to Brick: The Life of Louis Kahn, Farrar Strauss & Giroux, New York 2017
- Michael Merrill: Louis Kahn: Drawing to Find Out. Lars Müller Publishers, Zürich 2010. ISBN 978-3-03778-221-7
- Michael Merrill: Louis Kahn: On the Thoughful Making of Spaces. Lars Müller Publishers, Zürich 2010. ISBN 978-3-03778-220-0
- Michael Merrill (Hrsg.): Louis Kahn: The Importance of a Drawing, Lars Müller, Zürich  2021
- Harriet Pattison: Our days are like full years : a memoir with letters from Louis Kahn,  Yale University Press, New Haven 2020, ISBN 978-0-300-22312-5
- Heinz Ronner, Sharad Jhaveri, Alessandro Vasella: Louis I. Kahn - Complete Work 1935-74. ETH Zürich, 1977; Birkhäuser, Basel, Stuttgart, 1977 (1. Aufl.). ISBN 3-7643-0900-8; Westview Press, Boulder 1977 (1. Aufl.). ISBN 0-89158-648-2; Birkhäuser, Basel, Boston 1987 (2. erw. Auflage). ISBN 3-7643-1347-1 (Basel) und ISBN 0-8176-1347-1 (Boston)
- Joseph Rosa: Louis I. Kahn 1901–1974. Der erleuchtete Raum. Taschen, Köln 2006. ISBN 3-8228-2873-4
- a+u 2009:02 Houses by Louis I. Kahn
- Alessandro Vassella: Louis I. Kahn – Silence and Light. 1 Audio-CD. Park Books, Zürich 2013. ISBN 978-3-906027-18-0

### Aufsätze
- Michael Merrill: Das Franklin D. Roosevelt Memorial von Louis Kahn. In: Bauwelt, 2012/17, S. 6–10.
- Luigi Monzo: Der Park der vier Freiheiten. In: Stein. Zeitschrift für Naturstein, 131, Mai 2014, S. 14–18.
- Luigi Monzo (Rez.): Michael Merrill: Louis Kahn. The Importance of a Drawing (2021). In: Journal für Kunstgeschichte, 27.2023/3, S. 244–256.
- David Quick, Christopher Birr, Markus Breitschmid (Hrsg.): Dhaka National Assembly – Louis I. Kahn. (= Architecture History Case Studies Series, 11. Corporis Publisher for Architecture, Art, and Photography) Lulu.com, 2012, ISBN 978-0-9893936-1-4

## Film
- My Architect – A Son's Journey. Ein Film von Nathaniel Kahn (2003 – Oscar-Nominierung)